# Семёнов, Михаил Евгеньевич
Михаил Евгеньевич Семёнов (22 октября 1937 — 1 марта 2024) — советский и российский государственный и политический деятель, председатель Новгородского областного Совета народных депутатов, депутат Верховного Совета РСФСР XI созыва (1990—1993), входил в секретариат Съезда народных депутатов РСФСР.

## Биография
Михаил Евгеньевич родился  22 октября 1937 года в городе Старая Русса Новгородской области РСФСР (СССР). 
В 1956 году окончил Ленинградский техникум промышленного транспорта по направлению электроподвижного состава железных дорог, позже получил высшее образование в Ленинградском сельскохозяйственном институте по специальности «Электрификация сельского хозяйства». 
С 1957 года работал на Южном горно-обогатительном комбинате в Кривом Роге (Днепропетровская область, Украинская ССР) помощником машиниста электровоза. С апреля 1961 года состоял в рядах КПСС. 
С 1964 по 1974 годы он работал инженером в Старорусских электрических сетях «Ленэнерго». Впоследствии стал заместителем председателя исполкома Старорусского городского Совета народных депутатов Новгородской области.
С 1977 по 1983 год он возглавлял Пестовский райком КПСС Новгородской области в должности первого секретаря. А с 1983 по 1985 год занимал пост секретаря Новгородского обкома КПСС.
С января 1985 до 1990 года Михаил Семёнов руководил исполкомом Новгородского областного Совета народных депутатов.
Скончался 1 марта 2024 года на 87-м году жизни.

## Награды
Орден «Знак Почёта»